# ゴ・ジュンヒ
ゴ・ジュンヒ（韓国語:고준희、1985年8月31日 - ）は、韓国の女優。

## 経歴
2001年に高校入学のために制服を合わせに行く時に偶然勧誘され、SKスマート制服モデル選抜大会にて金賞を受賞し、芸能界にデビューした。高校を卒業した後、慶熙大学校演劇映画科に在学。デビュー当時はキム・ウンジュ名義で活動していたが、韓国MBCにて放送されているテレビドラマ『キツネちゃん、何しているの?』のキャラクターのゴ・ジュンヒに芸名を改名した。
2022年3月にYGエンターテインメントと契約を解除した。